# Франків Любомир Васильович
Любоми́р Васи́льович Фра́нків (* 9 січня 1945, с. Любша Рогатинського району Івано-Франківської області — 22 грудня 2018, Стрий) — український письменник, журналіст і політичний діяч.

## Біографія
Любомир Франків народився в сім'ї Василя і Ганни — кравця й робітниці городньої ланки. Має сестру Катерину й братів Стефана та Володимира. 1952 року пішов до Любшанської семирічної школи, яку закінчив у 1960-му. У 1961—1962 навчався у Стрийському ПТУ № 8. Мав виробничу практику в Москві, на заводі імені Лихачова. Здобув спеціальність «слюсар-інструментальник з виготовлення штампів і пристроїв».
У 1962—1964 працював на Новороздольському хімічному комбінаті та стрийських підприємствах — ВРЗ і заводі залізобетонних конструкцій.
1964 року Любомира Франкова призвано до армії. Потрапив він у Далекосхідний військовий округ і спершу навчався в ШМАС (школа молодших авіамеханіків). Друкувався в армійській окружній газеті і, будучи кандидатом у майстри спорту з боксу, виступав на першостях Далекосхідного округу з цього виду спорту. За відмову поїхати на чемпіонат Збройних сил СРСР Любомира Франкова перевели в Чаган (Семипалатинська область. Там він служив на аеродромі стратегічних ядерних ракетоносців і бомбардувальників ТУ-95.
Демобілізувавашись у 1967-му, Франків працював штатним журналістом у стрийській газеті «Будівник комунізму» й позаштатним у сколівській газеті «Радянська Верховина». Був також на посаді тренера з боксу в товаристві «Спартак» та інструктором спорту на підприємствах Стрийщини.
1979 року вступив до Львівського університету на філологічний факультет (спеціальність «українська мова і література») й 1985 року здобув диплом з кваліфікацією філолога та викладача української мови й літератури.
Працював журналістом (де й коли?) та інших роботах (яких і коли?). Засновник, голова клубу «Літературна вітальня» (Стрий) (коли?); засновник і редактор газети «Українська перспектива» (чий орган? вказати дати). У 1990 р. був заступник голови Стрийської міської організації УРП.

## Творчість, громадське життя
1957 року опублікував свій перший допис у рогатинській газеті «Зоря комунізму», за що отримав (з слів Любомира Франкова) 50 копійок гонорару.
Писалося всяке аж поки утнув таке, що тата викликали в школу і він мені заборонив писати дурне. Він прагнув аби, по закінченні школи, я вивчився на попа — інакше коням хвости крутиму чи колгоспні корови пастиму.
Організатор Першого з'їзду Спілки офіцерів України у Києві 1991 р. Учасник з'їздів, зборів, конференцій Гельсинської спілки, НРУ, УРП. У 1993 р. Любомир Франків вступив у Національну спілку письменників України. Від 2007 року живе у Литовській Республіці. Учасник програми «Східне партнерство» 2009 — 10-й роки.
6—8 грудня 2011 р. учасник у Вільнюсі 1-ї Міжнародної науково-практичної конференції «Атомна енергетика — виклики середовищу екології, здоров'ю людини, економіці і праву».
2000 рік. Лауреат премії Ліги українських меценатів та родини Дмитра Нитченка.
2009 рік. Переможець 13-го Сходу Литовського літературного конкурсу, нагороджений дипломом 1-го ступеня в номінації «Проза» — книжка «Розвіяний вітром» посіла перше місце.
Першу повість «Тінь чорної троянди» опублікував у видавництві «Каменяр» 1991 р.
Зараз на виході збірка новел «Мандри бога» видавництво «Каменяр»; «Із Зали Суду…»(видавництво у Литві).
Рукописи:
- Обман
- Як пахнуть громи?
- Художник і кохання
- Заперечую призначення
- Вертикаль
- Притон-2 (або Помаранчева революція)
- Метафори волі (поезія)
- Мова не язик, язик не Мова (тлумачення, мовна афористика)
- Маніфест Правди України

## Твори
- 1994 р. у журналі «Дзвін» (котрий номер?) вийшов друком роман «Прірва».
- 2002 р. побачили світ (у яких видавництвах?) книги «Зіткнення» і «Фанфарон»
- 2004 р. «Притон» у видавництві «Каменяр».
- 2008 р. вийшла книга (яке видавництво?) литовською мовою, у перекладі Вітаутаса Вайтікаускаса «Розвіяний вітром». Український прозаїк Любомир Франків, який вже три роки живе в Литві, став лауреатом 13 Сходу Литовської літератури. Диплом першого ступеня у номінації «Проза» йому вручила 3 жовтня 2009 року директор Вільнюського Культурного Центру Біруте Кургоніне.

Відзначена книжка — «KLAJDŽIOJANT VĖJUOSE» («Розвіяний вітром») — збірник уривків із виданих і ще не виданих попередніх книжок письменника і написаних у Литві «Оповідей Йонаса», що суголосні із недавнім нашим минулим, боротьбою за свободу українців і литовців.
Переклав з української на литовську Витаутас Вайтікаускас. Редактор Вйдоте Грішкевічіте. Невелика за обсягом книжка українця, що здобула визнання його литовських колег, вийшла у видавництві «Valdo leidykla».
- 2009 р. «Юда потирає руки» — «Каменяр»
- 2009 р. «Слово Слов'янина» («Закляття») — у видавництві «Відродження».
- 2011 р. «Золотий мільярд» у видавництві «Рій».
- 2012 р. «Із Зали Суду…» — у видавництві «Укмерґес спауітуве» (Литовська Республіка.) Ukmergės spaustuvė.
- 2020 р. «Шукаю істину життя». — Дрогобич: Посвіт.